# Àmàlà

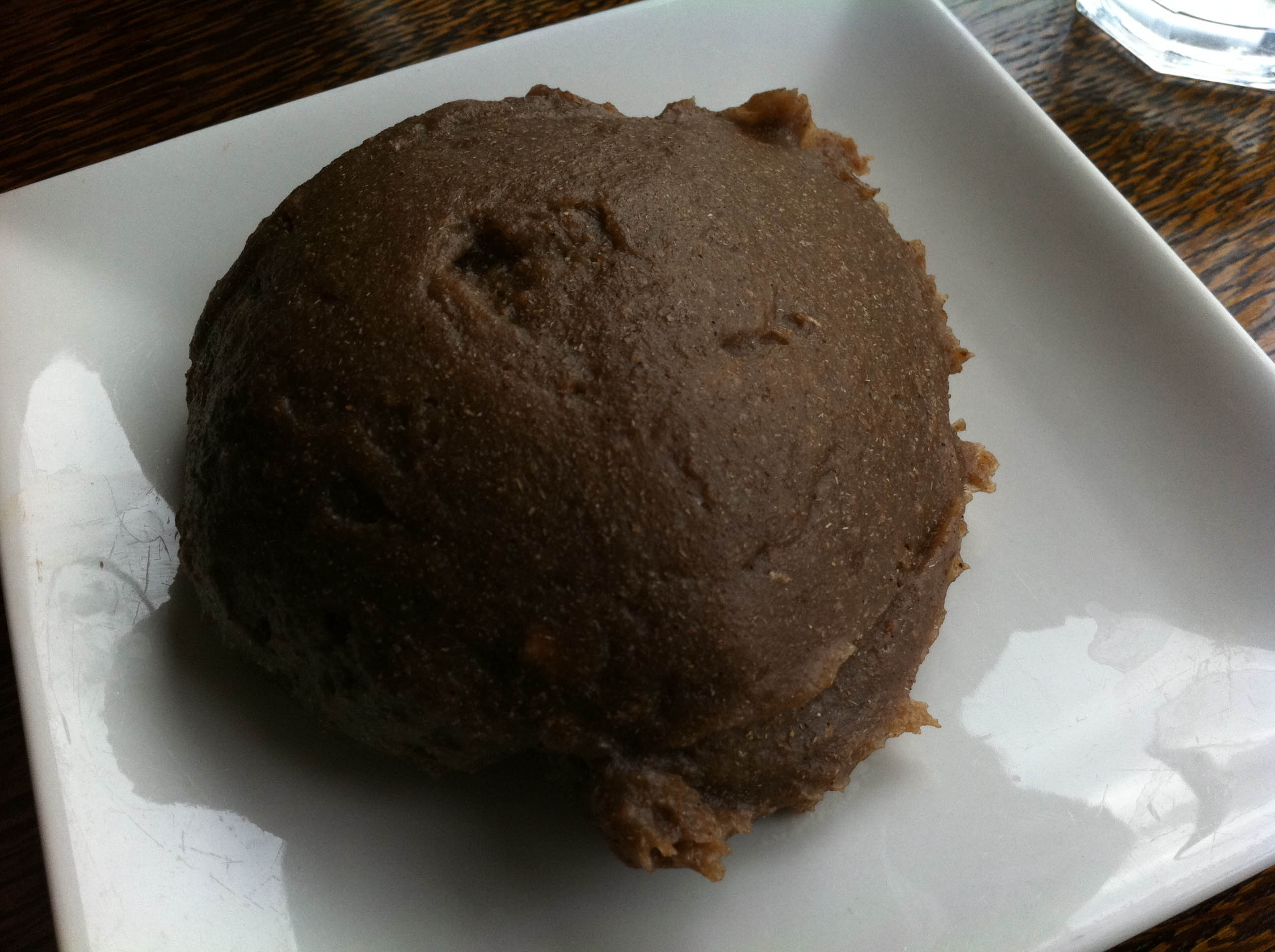
Amala como se sirve en un restaurante nigeriano en Londres

El amala o àmàlà (según la ortografía yoruba tonal) es una preparación típica de los yorubas del suroeste de Nigeria (Yorubalandia). Tiene una textura pastosa y se sirve con forma de bola, como acompañamiento caliente. Está hecho con harina de yuca o de ñame (o ambas), o harina de plátano verde. Los ñames se pelan, se cortan, se limpian, se secan y luego se mezclan en una harina llamada elubo. Los ñames son de color blanco pero se vuelven marrones cuando se secan, lo que le proporciona al àmàlà su característico color. El àmàlà tiene su origen en la etnia yoruba, aunque también se come en otras zonas de África occidental. Se suele servir como guarnición para multitud de ọbẹ (sopas), como ẹfọ, ilá, ewédú, ogbono o gbegiri.

## Tipos
Existen tres preparaciones del àmàlà: àmàlà isu, àmàlà láfún y àmàlà ogede.

### Àmàlà isu(ñame)
Este es el tipo más común de àmàlà y se hace de ñame. La especie de ñame particular mejor para preparar àmàlà es el ñame de Guinea (Dioscorea cayenensis) debido a su alto contenido de almidón; «Ñame», es el nombre común del género Dioscorea, que crece en África, Asia, el Caribe, Oceanía y América Latina. Sin embargo, el 95% se cultiva y cosecha en África occidental. El ñame se consume en muchas formas diferentes, como hervido, asado, horneado, frito o molido hecho harina. La naturaleza perecedera del ñame debido a su alto contenido de humedad sugiere la necesidad de procesarlo en productos menos perecederos como la harina de ñame a través del proceso de secado. La harina se puede reconstituir con agua caliente para formar una pasta o gel llamado kokonte en Ghana y amala en Nigeria. El àmàlà isu está hecho de ñame seco. Esto le da un color negro/marrón cuando se agrega al agua hirviendo. El àmàlà de ñame es rico en carbohidratos; de hecho, el ñame es una de las principales fuentes de glúcidos para los pueblos de la región subsahariana, especialmente en el oeste de África.

### Àmàlà láfún(yuca)
El segundo tipo es àmàlà láfún, hecho de harina de yuca. La harina de yuca seca se conoce como láfún en idioma yoruba (kokente en Ghana)
La yuca es un arbusto leñoso de la familia de las euforbiáceas. La yuca y el ñame son la fuente más importante de hidratos de carbono en Nigeria. Nigeria es el mayor productor mundial de yuca. La harina de yuca, cuando se usa como polvo seco se llama àmàlà láfún. Si está fermentada y en hojuelas se llama garri, otro plato común, comido frecuentemente por el pueblo ijebu.

### Àmàlà ogede(plátano)
Otro tipo de amala es el elubo ogede, que generalmente es de color más claro. El bajo nivel de carbohidratos en la harina de plátano lo convierte en una buena dieta para las personas diagnosticadas con diabetes y otras personas que necesitan un alimento bajo en carbohidratos. El plátano verde se pela, se seca y se ralla en agua hirviendo para convertirse en amala ogede, de color marrón claro cuando se cocina.

## Preparación
El único ingrediente necesario para hacer àmàlà es agua hirviendo y uno de los tipos de harina deseados. Una vez que el agua rompe a hervir, se le baja el fuego y se le agrega la harina. Se remueve hasta que se absorba toda el agua. En caso de quedar demasiado espeso, se le agrega más agua caliente. Luego, la masa se deja hervir a fuego lento durante aproximadamente cinco minutos. Luego se amasa la masa hasta que tenga la consistencia deseada. Amasar la masa en una pasta suave es la parte más difícil de hacer àmàlà.

## Guarnición para sopa
Tradicionalmente, el àmàlà se consume con varias sopas:
- Egusi, sopa hecha de semillas de melón espesado y verdura de hoja.
- Sopa de ewedu, hecha de hojas de córchoro cocidas y ralladas con o sin una pequeña cantidad de egusi y/o algarrobas africanas.[10]
- Sopa de okra.
- Efo riro, hecho de vegetales y una mezcla de carne, pescado, etc.[11]
- Sopa de ogbono, hecha de semillas de ogbono molidas y una mezcla pescado seco en polvo y algarrobas africanas como guarnición.
- Gbegiri, sopa de frijoles.